# Francisco Escobar
Francisco Escobar (Jaguari, atualmente Camanducaia, 8 de dezembro de 1865 – Poços de Caldas, 30 de dezembro de 1924) foi um político e intelectual brasileiro. Escobar foi reconhecidamente um dos mais eruditos intelectuais de sua época, tendo sido descrito por Ruy Barbosa como “doutíssimo” e como “cabeça de Salomão, pois sabe tudo o que eu sei e ainda o que eu não sei: música". Foi também interlocutor de Monteiro Lobato, que chamava Escobar de “meu mestre”. Sua amizade mais marcante, entretanto, se estabeleceu com seu mais próximo amigo, o escritor Euclides da Cunha, tendo ajudado na revisão de Os Sertões.

## Biografia

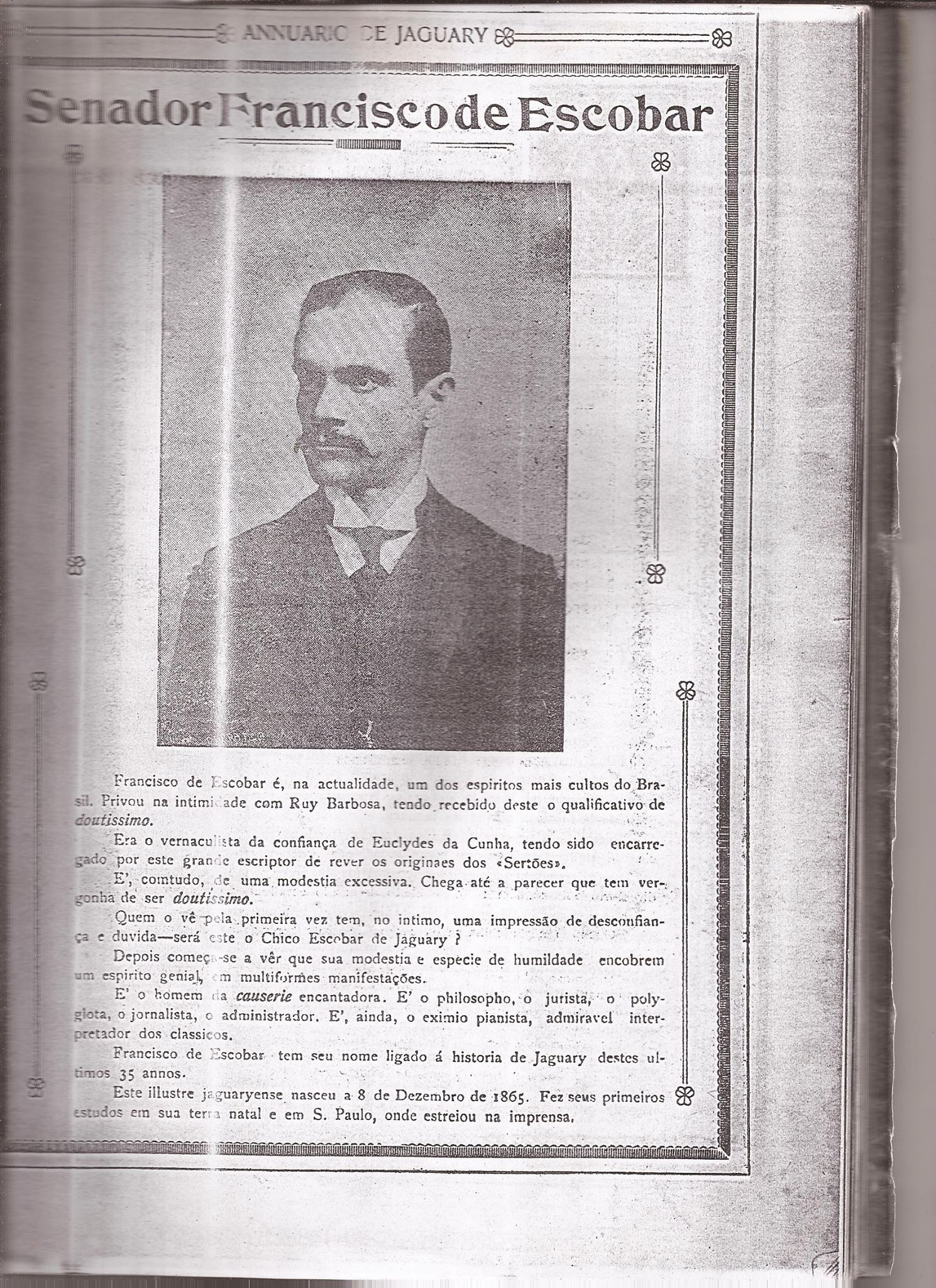
Descrição de Francisco Escobar no Annuario de Jaguary (1924)

Filho de Bento Gomes Escobar (comerciante e político de Camanducaia, abolicionista amigo de Luís Gama) e Florinda Escobar, Francisco Escobar, conhecido também como "Chico Escobar", nasceu em Jaguari, no sul de Minas Gerais, região posteriormente denominada Camanducaia. Autodidata, não frequentou colégios; com grande facilidade de aprendizado, aos 13 anos dominava o latim e tinha grande interesse pela música. Francisco Escobar também era conhecido por seu conhecimento jurídico, embora não tenha se formado em Direito.
Em 1892, muda-se para São José do Rio Pardo, a convite de Costa Machado. Neste período, Escobar observa rápida ascensão no mundo da política: torna-se vereador, presidente da câmara e, em seguida, intendente municipal.

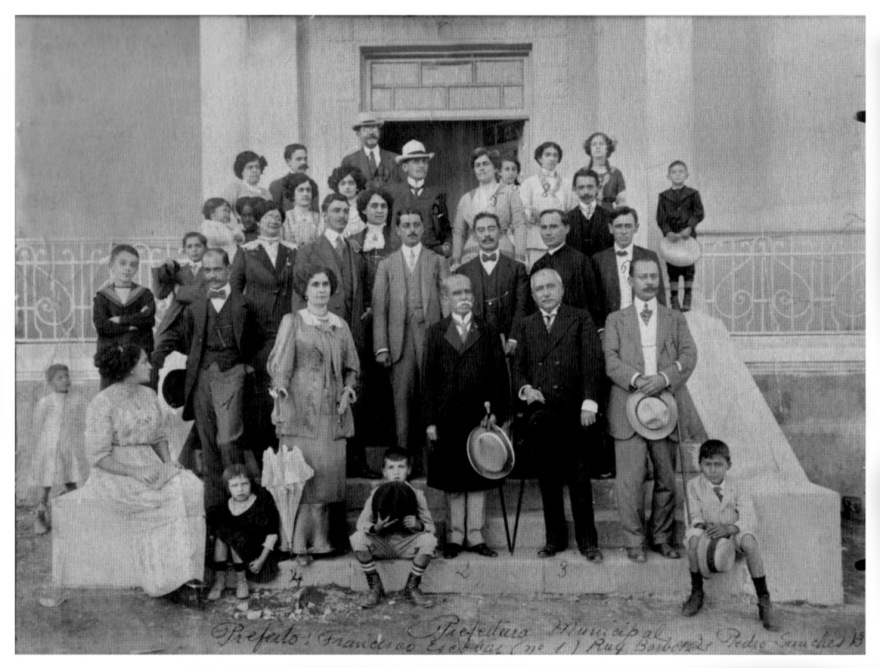
Ruy Barbosa visita Poços de Caldas, em 1910, e é recebido pelo prefeito Francisco Escobar

É durante seu cargo como prefeito de São José do Rio Pardo que conhece seu mais próximo e confidente amigo, Euclides da Cunha, que se estabelece na cidade no período de 1897 a 1902.
Em 1903, após doença pulmonar, retorna para Camanducaia para se tratar (exercendo neste meio tempo atividade de vereador camanducaiense), onde permanece até 1909. Neste ano, é nomeado prefeito de Poços de Caldas pelo então presidente Venceslau Brás, ocupando o cargo da prefeitura até o ano de 1918. Em seu período como prefeito em Poços de Caldas, Francisco Escobar realizou uma administração progressista, incentivando a cultura com a criação do Teatro Polytheama e encarregando-se de uma reforma urbanística que envolvia a construção de praças e avenidas largas. A partir de 1918 passa a exercer o então existente mandato de Senador estadual. Falece em Poços de Caldas, em 30 de dezembro de 1924.
Atualmente, a Escola Estadual Francisco Escobar foi batizada em homenagem ao seu nome.

### Amizade com Euclides da Cunha
Durante seu mandato como prefeito de São José do Rio Pardo, Francisco Escobar e Euclides da Cunha estabeleceram laços de amizade.
Culto e erudito, Francisco Escobar colabora para revisar e aparar algumas arestas de "Os Sertões", sendo responsável por fornecer fontes, livros e realizar traduções, sobretudo do latim (o livro "Flora Brasiliensis", de Martius, foi traduzido por Escobar), para Euclides da Cunha. Autores como Brito Broca ressaltam que Francisco Escobar teria sido fundamental para a realização do livro. Em 1902 há uma intensa troca de correspondências entre os dois amigos. Euclides escreve, em 14 de maio, que pretende levar a Escobar "as primeiras páginas, já definitivamente impressas, do meu livro. Mas não faltes. São raros os bons companheiros, nestes tempos maus e bem sabes que eu não dispenso os raríssimos que possuo". Escobar também recebeu um dos primeiros exemplares de Os Sertões, tendo enviado correções e observações a Euclides da Cunha, que responde ao prefeito, em 19 de outubro de 1902, com as seguintes palavras:
| “ | “Tenho passado mal. Chamaste-me a atenção para vários descuidos dos meus Sertões; fui lê-lo com mais cuidado — e fiquei apavorado! Já não tenho coragem de o abrir mais. Em cada página o meu olhar fisga um erro, um acento importuno, uma vírgula vagabunda, um (;) impertinente… Um horror! Quem sabe se isto não irá destruir todo o valor daquele pobre e estremecido livro? Manda-me dizer daí algo a respeito. Imagina que lá encontrei à falcão, à pranchada, braço à braço, tempos à tempos etc. etc” | ” |

Segundo Francisco Costa, a estadia do autor de "Os Sertões" em São José do Rio Pardo foi favorecida pelo então amigo e prefeito, pois "Escobar não apenas deu tranqüilidade a Euclides da Cunha, como o abasteceu de livros que serviram de fontes preciosas na confecção do gigantesco trabalho".
Francisco Escobar defendera o abolicionismo e, posteriormente, a causa dos trabalhadores (Francisco Escobar funda o "Clube Democrático Internacional Filhos do Trabalho" e redige o manifesto "O Proletário"), posições políticas que também foram responsáveis por gerar afinidades com Euclides da Cunha. Sobre este tema, Adelino Brandão descreve a amizade entre Euclides e Escobar da seguinte maneira:
| “ | "A aproximação a Escobar teria de ser como fora -- fatal. Descobriram-se cheios de afinidades. Escobar, ex-abolicionista, republicano desde os tempos da monarquia, positivista. Diziam-no ateu -- herança paterna ou da juventude -- um ateu "cristão", por mais paradoxal que parecesse, pela bondade e tolerância: herege no credo, devoto nos Dez Mandamentos. Filosoficamente, avançara, como Euclides, além do positivismo, advogando um doutrinário socialista, nos passos da Internacional de 89, ou dos Congressos Socialistas de Bruxelas e Zurique, de 91 e 93 -- que os adversários chamariam de "vermelho". Vermelho que era apenas coração -- vontade de servir. Como ele, Euclides testemunhara, quando da fundação do Clube Internacional Democrático "Filhos do Trabalho", do "Programa" dos festejos comemorativos do 1º de Maio, em homenagem ao trabalhador (...)". | ” |

Escobar foi, não sem uma dose de humor, chamado por Euclides de "ex-republicano vermelho", conforme lê-se numa carta do escritor destinada a Afonso Arinos:
| “ | "Dr. Afonso Arinos: O portador deste -- Francisco Escobar, Intendente Municipal desta cidade -- ex-republicano vermelho (infelizmente descambado para outras regiões), é um amigo meu que lhe entregará um volume do Dr. Paulo Couvier e pedirá notícias de um artigo que daqui mandei para a Revista Brasileira. Sempre ao seu dispor, sou um am.º, Obrim.º, Euclydes". | ” |